# Silat al-Harithiya
Silat al-Harithiya, en arabe : سيلة الحارثية, est un village du gouvernorat de Jénine en Palestine, dans le nord de la Cisjordanie. Il est situé à 9 kilomètres au nord-ouest  de Jénine. Selon le recensement du Bureau central palestinien des statistiques, la localité compte une population de 11 449 habitants en 2017.